# 김종호 (공무원)
김종호(金宗浩, 1962년 ~ )은 대한민국의 공무원이다.

## 생애
제37회 행정고시 합격 후 감사원에서 공무원으로 활동했다. 2017년 5월 문재인 정부 민정수석실 산하 공직기강비서관에 임명되었다. 2018년 8월 감사원 사무총장에 임명되었다.

## 학력
- 부산중앙고등학교
- 서울대학교 법학과 학사
- 단국대학교 행정대학원

## 경력
- 1993년 : 제37회 행정고시 합격
- 2010년 7월 : 감사원 공공기관감사국 제1과장
- 2011년 12월 : 감사원 재정경제감사국 제1과장
- 2013년 5월 : 감사원 교육감사단장
- 2014년 8월 : 감사원 지방건설감사단장
- 2015년 1월 ~ 2016년 8월 : 감사원장 비서실장
- 2016년 8월 ~ 2017년 5월 : 감사원 공공기관감사국장
- 2017년 5월 ~ 2018년 8월 : 대통령비서실 민정수석실 공직기강비서관
- 2018년 8월 ~ 2020년 8월 : 제33대 감사원 사무총장
- 2020년 8월 ~ 2020년 12월 : 대통령비서실 민정수석비서관
- 2021년 11월 ~: 기술보증기금 이사장